# Cacheano Aravelênio
Cacheano Aravelênio (em armênio: Խաչեան; romaniz.: Χačean) foi um nobre armênio (nacarar), membro da família Aravelênio, ativo no século VII.

## Nome
Cacheano (Խաչեան, Χach’ean) é um nome de origem armênia formado por xačʻ (խաչ), "cruz", e o sufixo patronímico -ean (-եան).

## Vida
As origens de Cacheano são incertas, exceto que pertencia à família Aravelênio. Foi mencionado por Sebeos no contexto de um dos ataques muçulmanos a Dúbio, na Armênia. Na ocasião, estava acompanhado de Sapor I Amatúnio e Teodoro Vanúnio que, ao avistarem a chegada dos inimigos, fugiram em direção à cidade, destruindo a ponte sobre o Metsamor, um dos afluentes do Araxes, e informaram a situação.